# Чорний баргель
Чорний баргель (Daphoenositta) — рід горобцеподібних птахів, єдиний у родині баргелевих (Neosittidae).

## Поширення
Представники роду поширені на острові Нова Гвінея та в Австралії.

## Опис
Птах зовні схожий на повзика. Тіло завдовжки 10-14 см, вагою 8-20 г. Крила короткі, політ слабкий. Ноги короткі з довгими пальцями, призначені для лазіння по деревах. Дзьоб вузький та гострий, призначений для полювання на комах.

## Таксономія
Раніше представників роду відносили до родини повзикових (Sittidae). За результати досліджень ДНК-ДНК гібридизації, визначено, що найближчими родичами баргеля є фруктоїдові (Melanocharitidae) та свистунові (Pachycephalidae). Тому, згідно класифікації Сіблі-Алквіста, рід виокремили в монотипову родину.

### Види
- Баргель мінливобарвний (Daphoenositta chrysoptera)
- Баргель чорний (Daphoenositta miranda)

Баргель мінливобарвний раніше виділявся у рід Neositta, до якого включали 5 видів. Тепер вважається, що це один вид з одинадцятьма підвидами, а рід Neositta є молодшим синонімом Daphoenositta. Інколи з баргеля мінливобарвного виокремлюють вид Daphoenositta papuensis, хоча частина дослідників вважають його підвидом Daphoenositta chrysoptera papuensis.